# Brian Connolly

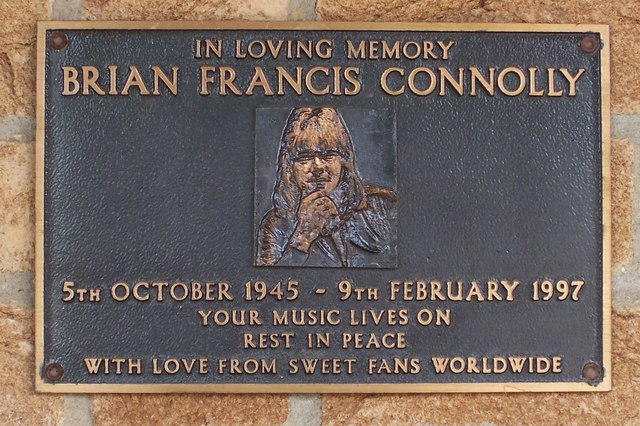
Plakette von Brian Connolly in Middlesex

Brian Francis Connolly (* 5. Oktober 1945 in Govanhill, Glasgow; † 9. Februar 1997 in Slough, Berkshire) war ein schottischer Musiker und Leadsänger der Rockband The Sweet.

## Leben
Brian Connolly wurde am 5. Oktober 1945 in einem Glasgower Krankenhaus geboren. Als er mit einem Jahr eine Hirnhautentzündung bekam, wurde er im Krankenhaus von seiner Mutter zurückgelassen und kurze Zeit später von einer Krankenschwester adoptiert. Mit zwölf Jahren zog er mit seiner neuen Familie nach Middlesex um. Bis zu seinem 18. Geburtstag hieß er Brian Francis McManus, denn er wurde unehelich geboren und wuchs bei seinen Pflegeeltern McManus auf. Der Schauspieler Mark McManus (1935–1994) war ein Cousin dieser Familie. Seine leibliche Mutter hat Connolly nie kennengelernt.
Als er mit 18 Jahren erfuhr, dass er adoptiert worden war, zog Connolly aus und schrieb sich am Merchant Navy Officers College ein. Nach 18 Monaten wurde jedoch festgestellt, dass er farbenblind war, weswegen er seine Ausbildung als Offizier nicht fortsetzen konnte.
Daraufhin schlug er eine Karriere als Sänger ein. Ende der 1960er-Jahre schlossen sich Mick Tucker und Brian Connolly den Wainwrights Gentlemen an. Diese Band hielt jedoch nicht lange, und so gründeten Brian Connolly, Mick Tucker, Steve Priest und Frank Torpey die Band Sweetshop, die sie später in The Sweet umbenannten. Gitarrist Frank Torpey wurde sehr bald durch Mick Stewart und dieser nach einigen Singleveröffentlichungen durch Andy Scott ersetzt. The Sweet wurden ab 1971 zuerst unter Leitung des britisch-australischen Songwriter- und Produzentenduos Nicky Chinn und Mike Chapman und dann ab 1975 in Eigenregie zur kommerziell erfolgreichsten Glam-Rock-Formation der 70er-Jahre.
Anfang 1974 wurde Connolly vor einem Pub in Staines zusammengeschlagen; drei Männer griffen ihn an, und einer von ihnen trat ihm in die Kehle. Dies beschädigte seine Stimmbänder und sein Selbstvertrauen; er begann zu trinken. Es bedeutete auch, dass ein wichtiges Konzert abgesagt werden musste – Pete Townshend hatte sie im Mai 1974 eingeladen, The Who auf dem Fußballplatz von Charlton Athletic zu unterstützen.
Wegen Connollys Alkoholismus und interner Streitigkeiten kam es 1978 zum Bruch der Band. Connolly startete daraufhin eine Solo-Karriere, jedoch nur mit sehr begrenztem Erfolg. Die Führung der Band übernahm Andy Scott, der mit anderen Musikern unter dem Namen „Andy Scott’s Sweet“ weitermachte. Er konnte aber nicht an den Erfolg der ursprünglichen The Sweet mit Brian Connolly anknüpfen.
Im Mai 1972 heiratete Connolly seine erste Ehefrau Marilyn Walsh. Aus dieser Ehe stammen zwei Töchter: Nicola (* 3. April 1974) und Michelle (* 22. Juli 1977). Marilyn trennte sich 1986 wegen seiner Alkoholprobleme von ihm. 1990 heiratete er Denise. Diese Ehe hielt bis 1994. Sein Sohn Brian James (* 26. Mai 1995) stammt aus der Beziehung zu Jean (* 1963), die er 1992 kennengelernt hatte.
Connolly starb am 9. Februar 1997 im Alter von 51 Jahren an Nierenversagen, verbunden mit einem Herzinfarkt, nachdem er schon 1980 mehrere Infarkte erlitten hatte.